# 富蘭克林頓 (喬治亞州)
富蘭克林頓（英語：Franklinton）是位於美國喬治亞州比伯縣的一個非建制地區。該地的面積和人口皆未知。

## 地理
富蘭克林頓的座標為32°48′16″N 83°32′08″W / 32.80444°N 83.53556°W，而該地的平均海拔高度為103米（即338英尺）。